# Kup Nogometnog saveza Županije Splitsko-dalmatinske 2016./17.
Kup Nogometnog saveza Županije Splitsko-dalmatinske za sezonu 2016./17. se igra u proljetnom dijelu sezone. Pobjednik natjecanja stječe pravo nastupa u pretkolu Hrvatskog kupa u sezoni 2017./18. 

Natjecanje je osvojla Croatia iz Zmijavaca.

## Sudionici
U natjecanju sudjeluje 39 klubova, prikazani prema pripadnosti ligama u sezoni 2016./17.
| 2. HNL (II.) - Dugopolje, Dugopolje - Imotski, Imotski - Solin, Solin 3. HNL – Jug (III.) - Croatia, Zmijavci - Hrvace, Hrvace - Junak, Sinj - Kamen, Ivanbegovina, Podbablje - Omiš, Omiš - Orkan, Dugi Rat - OSK, Otok - Primorac, Stobreč, Split - Val, Kaštel Stari, Kaštela - Zmaj, Makarska | 1. ŽNL Splitsko-dalmatinska (IV.) - Glavice, Glavice, Sinj - GOŠK, Kaštel Gomilica, Kaštela - Jadran, Kaštel Sućurac, Kaštela - Jadran, Supetar - Jadran, Tučepi - Mladost, Donji Proložac, Proložac - Mosor, Žrnovnica, Split - Mračaj, Runović, Runovići - Omladinac, Vranjic, Solin - Postira-Sardi, Postira - Sloga, Mravince, Solin - Urania, Baška Voda - Uskok, Klis - Vinjani, Donji Vinjani, Imotski | 2. ŽNL Splitsko-dalmatinska (V.) - Adriatic, Split - Čaporice-Trilj, Čaporice, Trilj - Dalmatinac, Split - Hvar, Hvar - Poljičanin 1921, Srinjine, Split - Tekstilac, Sinj - Trilj, Trilj - Trogir 1912, Trogir - Vrlika, Vrlika Hvarska liga (VI.) - Jadran, Stari Grad - Levanda, Velo Grablje, Hvar - Varbonj, Vrbanj, Stari Grad |

Klubovi koji su oslobođeni nastupa zbog dovoljnog koeficijenta za Hrvatski nogometni kup, u kojem nastupaju od šesnaestine završnice: 

1. HNL (I.)
- Hajduk, Split
- Split, Split

## Rezultati

### Pretkolo
Igrano 11. i 12. veljače 2017.

| klub1             | klub2                    | rez.           |                                                         |
| ----------------- | ------------------------ | -------------- | ------------------------------------------------------- |
| Jadran Stari Grad | Poljičanin 1921 Srinjine | 1:1 (4:6 11 m) | Poljičanin 1921 prošao boljim izvođenjem jedanaesteraca |
| Tekstilac Sinj    | Glavice                  | 2:4            |                                                         |
| Vrlika            | Trogir 1912              | 0:1            |                                                         |
| Adriatic Split    | Varbonj (Vrbanj)         | 4:0            |                                                         |
| Trilj             | Čaporice-Trilj           | 1:3            |                                                         |
| Dalmatinac Split  | Levanda Velo Grablje     | 4:1            |                                                         |
| Jadran Tučepi     | Hvar                     | 3:2            |                                                         |

### Prvo kolo
Utakmice na rasporedu 18. i 19. veljače 2017. godine,

 uz jednu utakmicu 21. veljače 2017.
| klub1                    | klub2                  | rez.           |                                                 |
| ------------------------ | ---------------------- | -------------- | ----------------------------------------------- |
| Čaporice-Trilj           | OSK Otok               | 1:3            |                                                 |
| Poljičanin 1921 Srinjine | Mosor Žrnovnica        | 0:2            |                                                 |
| Glavice                  | Hrvace                 | 0:6            | [ 9 ]                                           |
| Adriatic Split           | Solin                  | 0:5            |                                                 |
| Kamen Ivanbegovina       | Imotski                | 1:1 (4:5 11 m) | Imotski prošao boljim izvođenjem jedanaesteraca |
| Vinjani (Donji Vinjani)  | Mladost Donji Proložac | 2:1            |                                                 |
| GOŠK Kaštel Gomilica     | Jadran Kaštel Sućurac  | 2:0            |                                                 |
| Omladinac Vranjic        | Val Kaštel Stari       | 2:0            |                                                 |
| Dalmatinac Split         | Sloga Mravince         | 0:3            |                                                 |
| Trogir 1912              | Primorac Stobreč       | 0:4            |                                                 |
| Jadran Tučepi            | Junak Sinj             | 2:0            |                                                 |
| Uskok Klis               | Dugopolje              | 0:3            |                                                 |
| Jadran Supetar           | Omiš                   | 2:5            |                                                 |
| Postira-Sardi            | Orkan Dugi Rat         | 0:4            |                                                 |
| Mračaj Runović           | Croatia Zmijavci       | 0:4            |                                                 |
| Urania Baška Voda        | Zmaj Makarska          | 1:1 (5:4 11 m) | Urania prošla boljim izvođenjem jedanaesteraca  |

### Drugo kolo (osmina završnice)
Utakmice po rasporedu 25. i 26. veljače 2017.

| klub1                   | klub2             | rez.           |                                                   |
| ----------------------- | ----------------- | -------------- | ------------------------------------------------- |
| Urania Baška Voda       | Dugopolje         | 0:2            |                                                   |
| Sloga Mravince          | Orkan Dugi Rat    | 4:1            |                                                   |
| Jadran Tučepi           | Croatia Zmijavci  | 0:2            |                                                   |
| GOŠK Kaštel Gomilica    | Solin             | 2:3            | igrano u Solinu                                   |
| Vinjani (Donji Vinjani) | Imotski           | 0:2            |                                                   |
| Omiš                    | Omladinac Vranjic | 3:3 (4:5 11 m) | Omladinac prošao boljim izvođenjem jedanaesteraca |
| Mosor Žrnovnica         | Primorac Stobreč  | 1:1 (1:3 11 m) | Primorac prošao boljim izvođenjem jedanaesteraca  |
| Hrvace                  | OSK Otok          | 4:2            |                                                   |

### Četvrtzavršnica
Susreti su po rasporedu 29. ožujka i 5. travnja 2017. godine, uz mogućnost igranja na drugi datum
| klub1            | klub2             | rez.           |                                                 |
| ---------------- | ----------------- | -------------- | ----------------------------------------------- |
| Dugopolje        | Primorac Stobreč  | 2:1            | [ 15 ]                                          |
| Sloga Mravince   | Omladinac Vranjic | 1:2            | [ 16 ]                                          |
| Imotski          | Solin             | 0:0 (4:3 11 m) | Imotski prošao boljim izvođenjem jedanaesteraca |
| Croatia Zmijavci | Hrvace            | 3:0            | [ 18 ]                                          |

### Poluzavršnica
Susreti po rasporedu 24. svibnja 2017. uz moguće igranje u drugim terminima.
| klub1             | klub2            | rez.           |                                                 |
| ----------------- | ---------------- | -------------- | ----------------------------------------------- |
| Imotski           | Dugopolje        | 0:2            | [ 20 ]                                          |
| Omladinac Vranjic | Croatia Zmijavci | 1:1 (2:3 11 m) | Croatia prošla boljim izvođenjem jedanaesteraca |

### Završnica
| mjesto završnice | datum             | domaćin          | gost      | rezultat |       |
| ---------------- | ----------------- | ---------------- | --------- | -------- | ----- |
| Zmijavci         | 31. svibnja 2017. | Croatia Zmijavci | Dugopolje | 1:0      | [ 1 ] |

## Poveznice
- Nogometni savez županije Splitsko-Dalmatinske
- Kup Nogometnog saveza Županije Splitsko-dalmatinske
- 1. ŽNL Splitsko-dalmatinska 2016./17.
- 2. ŽNL Splitsko-dalmatinska 2016./17.
- Hvarska nogometna liga 2016./17.